# Jurij Mynenko
Jurij Mynenko (ukrainisch Юрій Миненко, * 3. März 1979 in Radomyschl, Ukrainische SSR, Sowjetunion), nach Angaben des Künstlers auch Yuriy Mynenko, ist ein in ganz Europa aktiver ukrainischer Countertenor.

## Leben
Mynenko studierte in Radomyschl zunächst Klavier (1987–1994) und anschließend Chorleitung am Zhitomir Musical College (1994–1998). Von 1998 bis 2004 studierte er Sologesang (erst Bariton, später dann Countertenor) an der Odessa Staatliche Musikhochschule "A. Nezhdanowa" bei Professor Yuriy Teterya. Nach Beendigung des Doktorantur (Aspirantur) war er dort auch von 2007 bis 2010 als Lehrer für Sologesang tätig.
Aufgrund Mynenkos Stimmumfanges über drei Oktaven (G – b") vermag er in Barockopern und Oratorien Kastratenstimmen zu übernehmen, daneben beinhalten seine Bühnenengagements aber auch romantische und klassische Opern. Mynenko ist überwiegend in ganz Europa aber auch in den USA tätig. Zuletzt trat er auch in Galakonzerten mit mehreren Countertenören auf.

## Auszeichnungen und Nominierungen
Laut Biografie
- 2001 „Die Stimme der Ukraine“, Kiev, Ukraine, Laureat
- 2001 Großes Fest der Slawischen Kulturen, Paris, Frankreich, Laureat
- 2003 40. Internationaler Gesangswettbewerb „Francisco Viñas“, Barcelona, Spanien, Sonderpreis „Bester Countertenor“
- 2004 3. Internationaler Wettbewerb für Junge Sänger „Nightingales Fair“, benannt nach A.B. Solovyanenko, Donetsk, Ukraine, Erster Preis
- 2004 6. Internationaler Wettbewerb für junge Opernsänger, benannt nach N.A. Rimski-Korsakow, Sankt Petersburg, Russland, Zweiter Preis
- 2007 Internationaler Gesangswettbewerb der italienischen Oper Competizione dell’ Opera, Dresden, Deutschland, Finalist
- 2009 Internationaler Wettbewerb für klassischen Gesang BBC Cardiff Singer of the World, Cardiff, Großbritannien, Song Prize Finalist, Singer of the World Finalist[3]